# Partit Comunista de Turquia/Marxista-Leninista
El Partit Comunista de Turquia/Marxista-Leninista (turc: Türkiye Komünist Partisi/Marksist-Leninist o TKP/ML) és una organització comunista de Turquia. Va ser fundada el 1972 amb İbrahim Kaypakkaya com el seu primer líder. Els fundadors del TKP/ML van ser els antics membres del Partit Revolucionari dels Treballadors i Camperols de Turquia (TİİKP) que desitjaven endegar la lluita armada d'inspiració maoista.
El TKP/ML participa en la Conferència Internacional de Partits i Organitzacions Marxista-Leninistes (Butlletí Internacional).

## Història
Després del memoràndum militar de 1971, el govern turc va reprimir el moviment comunista a Turquia. Kaypakkaya i els seus camarades van ser arrestats. La maquinària del partit va ser destruïda, mentre que Kaypakkaya va morir a la presó el 1973 a causa de les tortures.

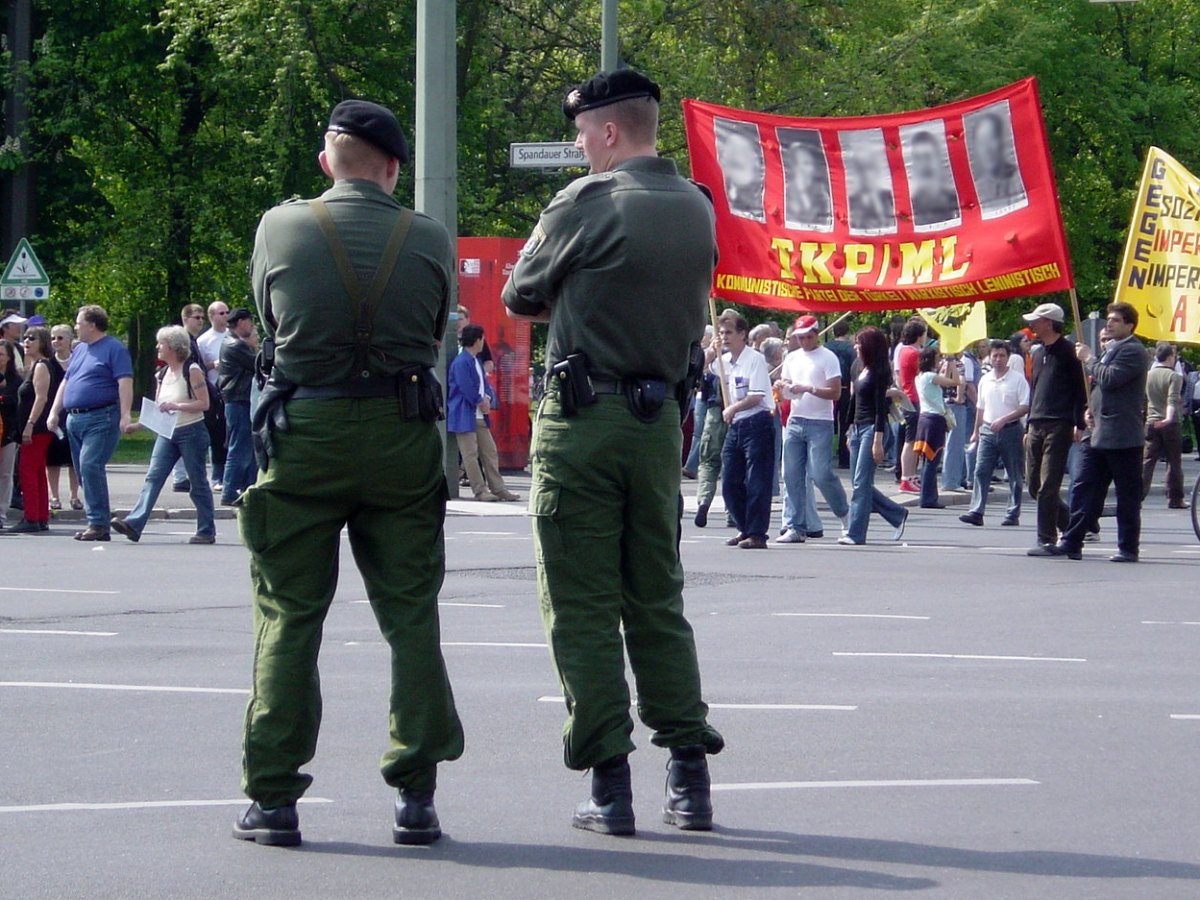
Membres de TKP-ML durant la manifestació de l'1 de maig a Berlín el 2005

El Partit Comunista de Turquia/Marxista-Leninista es va reorganitzar entre 1973 i 1978. El primer congrés del partit va tenir lloc el 1978. El 1981 es va organitzar el segon congrés. El partit es va dividir després del segon congrés, el grup escindit va prendre el nom de Partit Bolxevic de Turquia i Kurdistan del Nord.
Aquesta no va ser ni la primera ni l'última divisió del partit. El Partit Comunista de Turquia/Marxista-Leninista - Hareketi ja s'havia escindit el 1976 durant el període de reorganització. Altres divisions que van seguir al segon congrés van ser: el Partit Comunista de Turquia/Marxista-Leninista - Proletari Revolucionari (1987), el Partit Comunista de Turquia/Marxista-Leninista (Centre del Partit Maoista) (1987) i el Partit Comunista Maoista (1994).

## Organització
L'ala juvenil del TKP/ML és la Unió de la Joventut Marxista-Leninista de Turquia (TMLGB, per les seves sigles en turc). Així mateix, el TKP/ML té també un braç armat, l'Exèrcit d'Alliberament dels Treballadors i Camperols de Turquia (Türkiye Işci veu Köylü Kurtuluş Ordusu en turc, abreujat com a TİKKO).

## Activitat

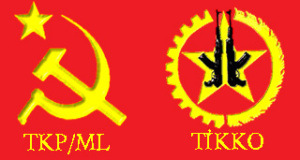

El 17 de maig de 1985, el TKP/ML va transmetre un missatge de propaganda a milions de televidents a Istanbul, reemplaçant la banda sonora de les notícies de la nit.
El 26 de juliol de 2013, militants del TİKKO van bombardejar el control d'una central hidroelèctrica a la zona rural de la província de Tunceli. El 14 de març de 2014, guerrillers del TİKKO van atacar una estació de policia a Tunceli. El TKP/ML va declarar que l'atac va ser en venjança per l'assassinat a Istanbul del jove Berkin Elvan durant les protestes del 2013 a Turquia.

## Membres coneguts
- İbrahim Kaypakkaya, fundador del TKP/ML i antic militant del Partit Revolucionari dels Obrers i Camperols de Turquia.
- Barbara Kistler, comunista suïssa que va combatre amb el TİKKO, i va morir el 1993.
- Ali Haydar Iıldız, primer comandant del TİKKO.
- Nubar Ozanyan, comandant del TİKKO d'origen armeni que va morir en la Guerra Civil siriana.
- Lorenzo Orsetti, anarquista italià membre del TİKKO que va morir en la batalla de Baghouz en la Guerra Civil siriana.[5]